# Beth Carvalho
Elizabeth "Beth" Santos Leal de Carvalho OMC (Rio de Janeiro, 5 de maio de 1946 — Rio de Janeiro, 30 de abril de 2019), foi uma cantora, compositora e instrumentista brasileira. Desde que começou a fazer sucesso, na década de 1970, Beth se tornou uma das maiores intérpretes do samba, ajudando a revelar nomes como Luiz Carlos da Vila, Jorge Aragão, Zeca Pagodinho, Almir Guineto, grupo Fundo de Quintal, Arlindo Cruz e Quinteto em Branco e Preto.

## Biografia

### Vida pessoal
Beth era filha de João Francisco Leal de Carvalho, piauiense, e Maria Nair Santos. Tinha uma única irmã, chamada Vânia Santos Leal de Carvalho. Decidiu seguir a carreira artística após ganhar um violão da mãe. Aos oito anos, ouvia emocionada as canções de Sílvio Caldas, Elizeth Cardoso e Aracy de Almeida, grandes amigos de seu pai, que era advogado. Sua avó paterna, dona Ressu, tocava bandolim e violão. Sua mãe tocava piano clássico. Sua irmã Vânia cantava e gravou discos de samba.
Beth fez balé por toda infância e na adolescência estudou violão, numa escola de música. Seguindo essa área, se tornou professora de música e passou a dar aulas em escolas locais. Morou em vários bairros do Rio e seu pai a levava com regularidade aos ensaios das escolas e rodas de samba, onde ela dançava em apresentações nas festas e reuniões musicais com seus amigos. Assim, na década de 1960, surgia a cantora Beth Carvalho, influenciada por tudo isso e pela bossa nova, gênero musical que passou a gostar depois de ouvir João Gilberto, passando a compor e a cantar.
Em 1964, seu pai foi cassado pelo golpe militar por sua ideologia de esquerda. Para superar as dificuldades que sua família enfrentou durante a ditadura, Beth voltou a dar aulas de violão, dessa vez para quarenta alunos. Graças à formação política recebida de seus pais, foi uma artista engajada nos movimentos sociais, políticos e culturais brasileiros e de outros povos. Um exemplo foi a conquista, ao lado do cantor Lobão e de outros companheiros da classe artística, de um fato que até então era inédito no mundo: a numeração dos discos.
Em 1979, Beth casou-se com o futebolista Édson Cegonha, revelado pelo Bonsucesso do Rio, e que jogou também pelos clubes paulistanos Corinthians, São Paulo e Palmeiras. Em 22 de fevereiro de 1981 nasceu sua primeira e única filha, Luana Carvalho, atriz e cantora, espelhando-se no sucesso de sua mãe. Poucos anos após o nascimento da filha, separou-se do marido. Beth morava no Condomínio Edifício Praia Guinle, no bairro de São Conrado, Rio de Janeiro.

### Problemas de saúde
Em 2010, Beth Carvalho sofreu uma fissura no sacro, osso localizado na base da coluna vertebral. Devido a esse problema, Beth passou a se apresentar deitada em uma cama, sem poder nem se sentar ou andar. O problema foi agravado por uma neuropatia, causada por ela ter ficado muito tempo na mesma posição durante a cirurgia na coluna. O problema na coluna foi provocado por uma artrose no fêmur que fazia com que a cantora andasse mancando, causando a fissura. No entanto, ela sempre se demonstrou otimista pela recuperação e feliz por receber o total apoio da família e dos amigos. No final de 2010 Beth voltou aos palcos em um show no Píer Mauá, no Rio de Janeiro. Após a recuperação, teve novas complicações na coluna, ficando durante um ano e um mês no hospital, em uma das últimas semanas no hospital, teve uma infecção pulmonar em decorrência de uma infecção num cateter, precisando ser internada no CTI. Depois da alta hospitalar no final de agosto de 2013, realizou um show de retorno no dia 7 de setembro na casa de shows Vivo Rio.

### Morte
Beth Carvalho faleceu em 30 de abril de 2019, aos 72 anos. Estava internada desde o dia 8 de janeiro, no Hospital Pró-Cardíaco Rio. A causa foi uma infecção generalizada. O velório aconteceu no Salão Nobre da sede do Botafogo de Futebol e Regatas.
A morte de Beth repercutiu no meio cultural, artístico e político. A Estação Primeira de Mangueira, em suas redes sociais lembrou de Beth como "um dos mais importantes nomes do samba e voz que cantava com alma as cores de nosso pavilhão". O Cacique de Ramos, lembrou da trajetória artística "firmando-se como madrinha de uma geração de sambistas, e também da nossa agremiação". Maria Bethânia, Nelson Sargento, Leandro Vieira, Diogo Nogueira, Moacyr Luz, Zeca Pagodinho, Gilberto Gil, Caetano Veloso, Elza Soares, Gal Costa, Péricles, Regina Casé, Daniela Mercury, Maria Rita, Luiz Antonio Simas, dentre outros, usaram as redes sociais para homenagear a cantora. No âmbito político, a trajetória e lutas de Beth foi lembrada pela ex-presidente Dilma Rousseff, "Beth Carvalho também deixa importante legado na identificação com as causas e lutas do povo. Me honrou com seu apoio nas campanhas" e pelo ex-presidente Lula. O Governo do Estado do Rio, lamentou a morte destacando-a como uma das melhores e mais importantes cantoras do país. O prefeito do Rio, Marcelo Crivella, afirmou que "Beth eternizou alguns dos momentos mais belos da música brasileira".

## Carreira
A carreira de Beth Carvalho se originou na bossa nova. No início de 1968 participou no movimento Musicanossa, criado pelos músicos Armando Schiavo, e Hugo Bellard. Os espetáculos eram realizados no Teatro Santa Rosa, em Ipanema, onde teve a oportunidade de gravar uma das suas canções "O Som e o Tempo", no longplay do Musicanossa. Nesta época ela gravou com o cantor Taiguara, pela gravadora Emi-Odeon. Em 1965, gravou o seu primeiro compacto simples com a música Por Quem Morreu de Amor, de Roberto Menescal e Ronaldo Bôscoli. Em 1966, já envolvida com o samba, participou do show A Hora e a Vez do Samba, ao lado de Nelson Sargento e Noca da Portela. Vieram os festivais e Beth participou de quase todos: Festival Internacional da Canção (FIC), Festival Universitário, Brasil Canta no Rio, entre outros.

Beth Carvalho, 1971. Arquivo Nacional

No FIC de 68, conquistou o 3º lugar com Andança, de Edmundo Souto, Paulinho Tapajós e Danilo Caymmi, e ficou conhecida em todo o país. Além de seu primeiro grande sucesso, Andança é o título de seu primeiro LP lançado no ano seguinte. A partir de 1973, passou a lançar um disco por ano e se tornou sucesso de vendas, emplacando vários sucessos como 1 800 Colinas, Saco de Feijão, Olho por Olho, Coisinha do Pai, Firme e Forte, Vou Festejar, Volta por Cima, Acreditar, Mas Quem Disse que Eu te Esqueço. Beth Carvalho é reconhecida por resgatar e revelar músicos e compositores do samba. Em 1972, buscou Nelson Cavaquinho para a gravação de Folhas Secas e em 1975 fez o mesmo com Cartola, ao lançar As Rosas Não Falam. Pagodeira, conheceu a fertilidade dos compositores do povo e, mais do que isso, conheceu os lugares onde estavam, onde viviam, onde cantavam e tocavam. Frequentadora assídua dos pagodes, entre eles os do bloco carnavalesco Cacique de Ramos, Beth Carvalho revelou artistas como o grupo Fundo de Quintal, Zeca Pagodinho, Almir Guineto, Sombra, Sombrinha, Arlindo Cruz, Luiz Carlos da Vila, Jorge Aragão , Bezerra da Silva e muitos outros. Por essa característica, Beth ganhou a alcunha de "Madrinha do Samba". Mais do que isso, a cantora trouxe um novo som ao samba, porque introduziu em seus shows e discos instrumentos como o banjo com afinação de cavaquinho, o tantã e o repique de mão, que até então eram utilizados exclusivamente nos pagodes do Cacique.

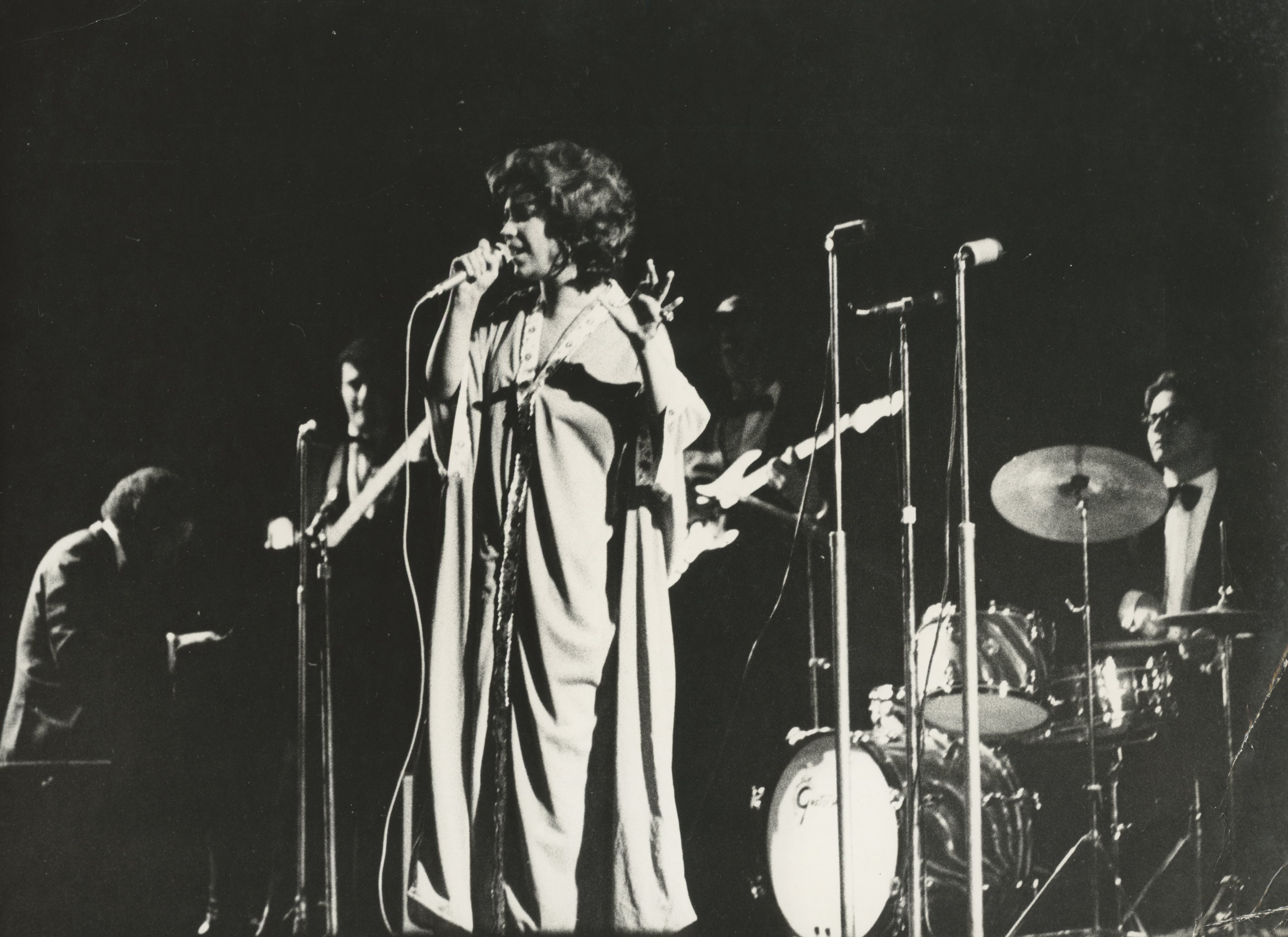
Beth Carvalho, 1970. Arquivo Nacional.

A partir daí, esta sonoridade se proliferou por todo o país e Beth passou a ser chamada de "Madrinha do Pagode". Sambista de maior prestígio e popularidade do Brasil, é aclamada também como a "Diva dos Terreiros". Foram 51 anos de carreira, 31 discos, 2 DVDs e apresentações em diversas cidades do mundo: Angola, Atenas (onde representou o Brasil no festival “Olimpíada Mundial da Canção” em um teatro de arena construído 400 anos a.C. Beth tem um busto na Grécia), Berlim, Boston (na Universidade de Harvard), Buenos Aires (no Luna Park projeto “Sin Fronteiras” da cantora e amiga Mercedes Sosa), Espinho, Frankfurt, Munique, Johannesburgo, Lisboa (no show do jornal comunista “Avante”, para um público de 300 mil pessoas), Lobito, Luanda, Madri, Miami, Montevidéu, Montreux (onde participou do famoso festival em 87, 89 e 2005), Nice, Nova Jérsia, Nova Iorque (no Carnegie Hall), Newark, Paris, Punta del Este, São Francisco, Soweto, Varadero (Cuba), Zurique, Milão, Padova, Toulouse e Viena. No Japão, embora nunca tenha feito shows, vendeu milhares de cópias de CDs e teve sua carreira musical incluída no currículo escolar da Faculdade de Música de Kyoto. Beth Carvalho recebeu seis Prêmios Sharp, 17 Discos de Ouro, 9 de Platina, 1 DVD de platina, centenas de troféus e premiações diversas. Em 1984, foi enredo da Escola de Samba Unidos do Cabuçu, “Beth Carvalho, a enamorada do samba”, com o qual a escola foi campeã e subiu para o Grupo Especial. Como o Sambódromo foi inaugurado naquele mesmo ano, Beth e a Cabuçu foram as primeiras campeãs do Sambódromo. Dentre todas as homenagens já feitas à grande cantora, Beth considerava esta a maior de todas. E declarava: “Não existe no mundo, nada mais emocionante do que ser enredo de uma escola de samba. É a maior consagração que um artista pode ter”. Em 1985, Beth foi enredo novamente. Dessa vez, da escola de samba Boêmios de Inhaúma.
Em 1997, viu a música “Coisinha do Pai”, grande sucesso de seu repertório, ser tocada no espaço sideral, quando a engenheira brasileira da Nasa Jacqueline Lyra, programou para ‘acordar’ o robô em Marte. Beth Carvalho gravou o 25º disco, Pagode de Mesa ao vivo, em apresentação na gravadora Universal Music. Max Pierre, diretor artístico da Universal, traduziu o que ela costumava fazer sempre: cantar o samba de raiz em torno das mesas de quintais, terreiros e quadras, nos pagodes que reúnem os melhores partideiros, músicos e poetas do gênero. Embora mangueirense de coração, Beth foi homenageada pela Velha Guarda da Portela, com uma placa alusiva ao fato de ser a cantora que mais gravou seus compositores. Em junho de 2002, recebeu das mãos da sambista Dona Zica, viúva de Cartola, o Troféu Eletrobrás de Música Popular Brasileira. A entrega desse Troféu, realizada no Teatro Rival do Rio de Janeiro, tornou-se, com Beth Carvalho, um recorde de bilheteria da casa. Carioca da gema e amiga de Cuba, foi solicitada pela presidência da Câmara Municipal do Rio de Janeiro para entregar a Fidel Castro, o título de Cidadão Honorário da cidade. Seu 26º disco, Pagode de Mesa 2, concorreu ao Grammy Latino na categoria melhor disco de samba. O 27° foi o CD Nome Sagrado – Beth Carvalho canta Nelson Cavaquinho, seu compositor preferido, com participação do afilhado Zeca Pagodinho, Wilson das Neves, Guilherme de Brito (parceiro mais constante de Nelson). Este projeto foi tirado de uma gravação caseira do arquivo de Beth e vendido em bancas de jornal. A cantora obteve grande repercussão pela ousadia da empreitada e concorreu ao Prêmio TIM de Música Brasileira como melhor disco de samba. Seu 28° CD, Beth Carvalho canta Cartola, foi uma compilação idealizada pelo jornalista e grande fã de Beth, Rodrigo Faour. Beth foi a intérprete preferida de Cartola e responsável pela volta desse grande mestre à mídia.
Em 2004, a cantora gravou seu primeiro DVD Beth Carvalho - A Madrinha do Samba, que lhe rendeu um disco de Platina. O CD que saiu junto foi disco de ouro e indicado ao Grammy Latino de 2005 como Melhor Álbum de Samba. Depois de lançar este trabalho com sucessos acumulados ao longo dos anos, em 2005 Beth Carvalho seguiu em turnê internacional, fechada com chave de ouro no Festival de Montreux, exatamente 18 anos após sua primeira apresentação na Suíça. Este registro será lançado em DVD pela gravadora Eagle, com distribuição na Europa, Japão, EUA e Brasil. A turnê mostrou sua força em números: mais de 10 mil pessoas assistiram ao show em Toulouse, na França, platéia lotada no Herbst Theatre, em São Francisco e lotação esgotada em Los Angeles. Em dezembro do mesmo ano, a cantora abriu o Theatro Municipal do Rio de Janeiro para celebrar o Dia Nacional do Samba e seus 40 anos de carreira. O show antológico, que reuniu grandes sambistas da atualidade, como Dona Ivone Lara, Monarco, Nelson Sargento, Zeca Pagodinho, Quinteto em Branco e Preto, Dudu Nobre, entre outros, foi lançado em CD/DVD no fim de 2006, inaugurando seu próprio selo Andança. Em 2007, a cantora lançou também pelo selo Andança, o CD/DVD Beth Carvalho canta o Samba da Bahia, com um repertório de sambas de compositores baianos, de diferentes gerações. O DVD foi gravado pela Conspiração Filmes em agosto de 2006, no Teatro Castro Alves, em Salvador. Entre os convidados, estavam Gilberto Gil, Maria Bethânia, Caetano Veloso, Margareth Menezes, Carlinhos Brown, Daniela Mercury, Ivete Sangalo, Olodum, Riachão, Danilo Caymmi, entre outros. O DVD traz ainda um histórico documentário sobre o samba de roda da Bahia. Em 2013 recebeu homenagem da escola de samba paulistana Acadêmicos do Tatuapé com o enredo "Beth Carvalho, a madrinha do samba".
No começo de 2014, Beth gravou um DVD no Parque Madureira, com antigos sucessos da época em que efervesceu o Bloco Cacique de Ramos e novos sucessos do CD Nosso Samba Tá Na Rua, com participações especiais de Zeca Pagodinho e de sua sobrinha Lu Carvalho e ganhou uma exposição sobre sua vida e carreira no Imperator - Centro Cultural João Nogueira. Beth também foi convidada pelo empresário José Maurício Machline, diretor do Prêmio da Música Brasileira, para ser curadora da 25ª Edição do Prêmio, formando uma comissão de organização juntamente com Zélia Duncan e o pesquisador e historiador Sérgio Cabral, resultando numa belíssima premiação, com as músicas e artistas escolhidos por Beth e Sérgio Cabral e o texto de Zélia Duncan. Mesmo ainda se locomovendo de cadeira de rodas e aos poucos voltando a andar, Beth participou também da turnê do Prêmio, junto com Arlindo Cruz, Dudu Nobre, Altay Veloso, Zélia Duncan e Mariene de Castro.
Beth participou também da gravação do DVD da 25ª Edição do Prêmio da Música Brasileira junto com Dudu Nobre, Beatriz Rabello, Péricles, Xande de Pilares, Arlindo Cruz, Mariene de Castro, Zélia Duncan e a cantora beninense Angélique Kidjo, com a atriz Cris Vianna como mestre de cerimônia.

### Festivais
Aos dezenove anos fica em terceiro lugar no III Festival Internacional da Canção de 1968, com a canção Andança, sendo seus compositores Paulinho Tapajós, Danilo Caymmi e Edmundo Souto, vocal: Golden Boys, da TV Globo - Canal 4, do Rio de Janeiro, atual Rede Globo. Participou dos festivais de música das TV Excelsior, TV Record e TV Tupi. É estudiosa dos sambas brasileiros. Chegando a trabalhar com o legendário escritor e compositor Nelson Sargento.
Em 1971, Beth era a supercantora da escola de samba Unidos de São Carlos, atual GRES Estácio de Sá, indo para a Estação Primeira de Mangueira, e se dedicando totalmente a verde e rosa, que são as cores da escola. Conheceu Jorge Aragão no bloco carnavalesco Cacique de Ramos . Onde cantava e desfilava animada, junto com o bloco. Jorge Aragão deu para ela gravar em 1977, a música Vou Festejar, dele de Dida e Neoci. Ela é um dos grandes nomes da Música Popular Brasileira, com dezenas de sucessos e participações importantes em diversos movimentos de apoio para música brasileira.

### Turnês e descobertas
Fez turnês em Lisboa, Montreux, Paris, Madri, Atenas, Berlim, Miami e São Francisco. Nesses anos todos de carreira descobriu talentos, tais como Jorge Aragão, Almir Guineto, Luiz Carlos da Vila, Gracia do Salgueiro, Sombrinha, Arlindo Cruz, Quinteto em Branco e Preto, Zeca Pagodinho, Yamandú Costa e Alessandro Penezzi.

## Ativismo
Era admiradora de Leonel Brizola, Fidel Castro e Hugo Chávez. Era torcedora do Botafogo e filiada ao PDT. Apoiou Brizola nas eleições de 1989 e 1994 e Luiz Inácio Lula da Silva em todas suas campanhas presidenciais. Entoou o jingle ''La la la la Brizola'' e integrou o coro que entoou o jingle "Lula Lá" em 1989. Em 2010, apoiou a candidatura de Dilma Rousseff à Presidência. Em 2014, apoiou sua reeleição. Também apoiava o MST. Apoiou o Movimento Lula Livre, que pedia a liberdade do ex-presidente Lula.

## Polêmicas

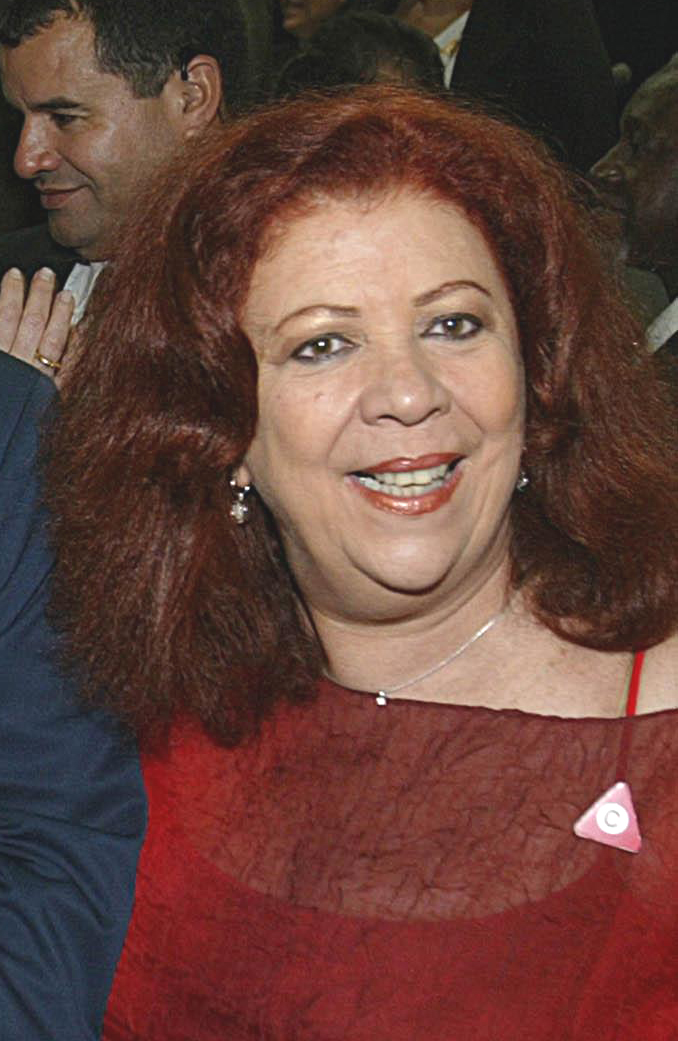
Beth Carvalho em 2004

No carnaval de 2007, foi injustiçada pela diretoria da Mangueira, sua escola de samba. Com problemas na coluna, pediu um carro alegórico para desfilar e foi atendida. Entretanto, no dia do desfile foi impedida de subir no carro, por Raimundo de Castro, um membro baluarte da Escola, que invocou o fato de ela não ser baluarte. (Entende-se por baluarte uma pessoa, ainda viva, de destacada importância para uma escola de samba, que teve notória atuação dentro da comunidade para que uma escola ser o que ela é).) Isso deixou Beth muito desapontada com os diretores da escola, pois no ano anterior, ela havia saído no mesmo carro, autorizada por Alvinho, presidente da escola na época. Desde o episódio, Beth se afastou dos eventos da escola. No carnaval de 2008, Beth participou da homenagem a Cartola, mas fora da Mangueira. A cantora saiu na Viradouro, que também homenageou o centenário do compositor fundador da escola verde e rosa. Beth afirmou, em nota publicada em seu site oficial que "jamais deixaria de ser mangueirense, e que estará sempre com o seu coração na verde e rosa".
Porém afirmou que "jamais voltará a pisar na quadra da escola enquanto não receber um pedido formal de desculpas por parte do presidente" (Percival Pires, o Perci) Percival não é mais o presidente da escola, pois renunciou ao cargo após denúncias de envolvimento com o tráfico de drogas no morro da Mangueira. Entretanto a vice-presidente Chininha, que assumiu seu posto, pertence ao mesmo grupo político que barrou Beth. A única chance de Beth voltar à escola seria a eleição de uma nova diretoria, ou então o tal pedido formal de desculpas ser feito, o que aconteceu logo após o carnaval de 2009. Ivo Meirelles, o novo presidente foi à casa de Beth Carvalho com a imprensa, pedir desculpas e anunciar que ela iria homenagear Nelson Cavaquinho no enredo de 2011. Em 2011, depois de uma ausência de quatro anos, Beth voltou a prestigiar a escola do coração. Ela foi ao desfile de cadeira de rodas, devido a uma cirurgia recente. A cantora veio triunfante ao lado de Sérgio Cabral, em um carro alegórico que homenageava Cartola, Dona Zica, Nelson Cavaquinho e Guilherme de Britto. Em 2012, Beth saiu na comissão de frente da Mangueira, mostrando que a paz entre ela e a verde e rosa estava selada, junto com Bira Presidente e Ubirany (integrantes do grupo Fundo de Quintal) e Jorge Aragão, representando os frutos da tamarineira do Cacique de Ramos.

## Homenagens Póstumas
Beth Carvalho recebeu como homenagem póstuma pela Prefeitura da Cidade do Rio de Janeiro a denominação de um logradouro público na cidade; desde 12 de agosto de 2020 a pequena praça em frente a sede social do clube Botafogo de Futebol e Regatas passou a se denominar como Largo Beth Carvalho, No mesmo local há a estátua famosa e tradicional do Manequinho, mascote do clube. Ela fica situada no bairro do Botafogo, na Zona Sul da cidade. Tal ato, também, fez parte das homenagens ao dia do aniversário de 116 anos do futebol do clube Botafogo. Em 2024 a área pública foi revitalizada e a tradicional estátua voltou a jorrar água no chafariz, conforme anteriormente acontecia tempos atrás.
No ano de 2022 foi lançado o filme Andança: Os Encontros e as Memórias de Beth Carvalho, com direção de Pedro Bronz; um documentário ressalta sua paixão pelo samba, pelo time do Botafogo e também pelo ativismo político.
Em maio de 2024, quando Beth Carvalho completaria 78 anos, a prefeitura de Maricá, anunciou o projeto de criação de um museu dedicado a manter o acervo da artista e ser um espaço voltado a divulgação do gênero musical do samba. O imóvel escolhido para o museu foi a residência onde a cantora descansava e tirava férias, situada no bairro de Cordeirinho; e que foi comprada pelo governo municipal daquela cidade para este fim em 2021; a inauguração está prevista para 2025. O museu de Beth Carvalho irá compor o chamado Caminho das Artes, formado pelas antigas residências do antropólogo Darcy Ribeiro e da cantora Maysa, também adquiridas pela prefeitura para tornarem-se em espaços culturais.

## Discografia
Fonte: Dicionário da MPB

### Álbuns de estúdio
- 1965 - "Porque Morrer de Amor?" (RCA Victor)
- 1966 - "Muito na Onda" (Copacabana)
- 1969 - "Andança" (EMI-Odeon)
- 1971 - "Beth Carvalho: Especial" (EMI-Odeon)
- 1971 - "Amor, Amor" (Tapecar)
- 1973 - "Canto Para Um Novo Dia" (Tapecar)
- 1974 - "Pra Seu Governo" (Tapecar)
- 1975 - "Pandeiro e Viola" (Tapecar)
- 1976 - "Mundo Melhor" (RCA Victor)
- 1977 - "Nos Botequins da Vida" (RCA Victor)
- 1978 - "De Pé No Chão" (RCA Victor)
- 1979 - "No Pagode" (RCA Victor)
- 1980 - "Sentimento Brasileiro" (RCA Victor)
- 1981 - "Na Fonte" (RCA Victor)
- 1982 - "Traço de União" (RCA Victor)
- 1983 - "Suor no Rosto" (RCA Victor)
- 1984 - "Coração Feliz" (RCA Victor)
- 1985 - "Das Bençãos Que Virão Com Os Novos Amanhãs" (RCA Victor)
- 1986 - "Beth" (RCA Victor)
- 1987 - "Beth Carvalho Ao Vivo em Montreux" (RCA Victor - BMG Ariola)
- 1988 - "Toque de Malícia" (RCA Victor - BMG Ariola)
- 1988 - "Alma do Brasil" (Philips Records - PolyGram)
- 1989 - "Saudades da Guanabara" (Philips Records - PolyGram)
- 1991 - "Intérprete" (Philips Records - PolyGram)
- 1991 - "Beth Carvalho Ao Vivo no Olímpia" (Som Livre)
- 1992 - "Pérolas - 25 Anos de Samba" (Som Livre)
- 1993 - "Beth Carvalho Canta o Samba de São Paulo" (Velas)
- 1994 - "Beth Carvalho Canta o Samba de São Paulo Vol. II" (Velas)
- 1996 - "Meus Momentos" (EMI-Odeon)
- 1996 - "Brasileira da Gema" (Philips Records - PolyGram)
- 1998 - "Pérolas do Pagode" (Globo Records - Polydor - PolyGram)
- 1999 - "Pagode da Mesa - Ao Vivo" (Philips Records - Universal Music)
- 2000 - "Pagode da Mesa 2 - Ao Vivo" (Indie Records)
- 2000 - "Os Melhores do Ano Vol. II" (Indie Records)
- 2001 - "Nome Sagrado - Beth Carvalho Canta Nelson Cavaquinho" (JAM Music)
- 2003 - "Beth Carvalho Canta Cartola" (RCA Victor - BMG Music Brasil)
- 2004 - "Beth Carvalho - A Madrinha do Samba Ao Vivo Convida" (Indie Records)
- 2005 - "Beth Carvalho e Amigos" (RCA Victor - BMG Music Brasil)
- 2011 - "Nosso Samba Tá Na Rua" (Andança Records - EMI-Odeon)

### DVDs
- 2004 - "Beth Carvalho - A Madrinha do Samba Ao Vivo Convida" (Indie Records)
- 2006 - "Beth Carvalho - 40 Anos de Carreira Ao Vivo no Theatro Municipal" (Indie Records)
- 2008 - "Beth Carvalho Canta o Samba da Bahia" (Andança/EMI)
- 2014 - "Beth Carvalho - Ao Vivo No Parque Madureira" (Andança/EMI)

### Coletâneas
- 2005 - "Maxximum" (Sony BMG)

### Composições e parcerias
- "A velha porta" - com Edmundo Souto e Paulinho Tapajós
- "Afina o meu violão" - com Paulinho Tapajós e Edmundo Souto
- "Canção de esperar neném" - com Paulinho Tapajós
- "Joatinga" - com Edmundo Souto e Paulinho Tapajós
- "Sereia" - adaptação do folclore baiano.

## Espetáculos
- 1968 - III Festival Internacional da Canção - junto com o conjunto vocal Os Golden Boys - Maracanãzinho, no Rio.
- 1969 - Olimpíada da Canção - realizado na Grécia
- 1969 - IV Festival Internacional da Canção - Maracanãzinho, Rio de Janeiro.
- 1979 - Show Beth Carvalho - no Cine Show Madureira, no Rio de Janeiro
- 1987 - Beth Carvalho ao vivo em Montreux
- 1991 - Show de Beth Carvalho - na casa de shows Olímpia, em São Paulo.
- 1999 - Pagode de mesa - no Rio de Janeiro
- 1999 - Esquina carioca com Walter Alfaiate, Moacyr Luz, Luiz Carlos da Vila, Nelson Sargento, Dona Ivone Lara - no Bar Pirajá, em São Paulo
- 2000 - convidada para participar do Show de Jorge Aragão - no Olimpo, Rio de Janeiro
- 2000 - Beth Carvalho e a bateria da Mangueira - no Olimpo, Rio de Janeiro.
- 2000 - Pagode de mesa 2 - Tom Brasil, São Paulo
- 2001 - Nome sagrado - Teatro Rival, Rio de Janeiro
- 2003 - participação especial junto com Ademilde Fonseca no espetáculo "Alma feminina", de Eliane Faria - Teatro Rival
- 2003 - Beth Carvalho e grupo "A fina flor do samba" - Centro Cultural Carioca - Rio de Janeiro
- 2004 - Riação convida Beth Carvalho - Projeto da idade do Mundo - Centro Cultural Banco do Brasil - Brasília, DF
- 2005 - Beth Carvalho e convidados - Almir Guineto, Luiz Carlos da Vila, Zeca Pagodinho, Dudu Nobre, Dona Ivone Lara, Vó Maria e Jongo da Serrinha - Teatro Municipal do Rio de Janeiro, RJ
- 2006 - Beth Carvalho - No Mineirão canta Vou Festejar para mais de 75 mil torcedores do Atlético Mineiro, cuja torcida entoa a música em quase todos os jogos. Na ocasião, o clube celebrava o acesso à Série A do Campeonato Brasileiro de Futebol, no único ano em que jogou na Série B.
- 2006 - Beth Carvalho - Teatro Municipal do Rio de Janeiro, RJ
- 2006 - Beth Carvalho - Teatro do SESI - Porto Alegre, RS - Projeto Samba no Teatro
- 2006 - Beth Carvalho 60 anos - Canecão - Rio de Janeiro
- 2006 - Beth Carvalho canta o samba da Bahia - Teatro Castro Alves - Salvador, BA
- 2007 - Beth Carvalho canta o samba da Bahia - Canecão - Rio de Janeiro.

## Prêmios e indicações

### Grammy Latino
| Ano  | Categoria                                    | Indicação                                               | Resultado |
| ---- | -------------------------------------------- | ------------------------------------------------------- | --------- |
| 2001 | Melhor Álbum de Samba/Pagode                 | Pagode de Mesa 2 - Ao Vivo                              | Indicado  |
| 2005 | Melhor Álbum de Samba/Pagode                 | A Madrinha do Samba ao Vivo Convida                     | Indicado  |
| 2007 | Melhor Álbum de Samba/Pagode                 | 40 Anos de Carreira: Ao Vivo no Teatro Municipal Vol. 2 | Indicado  |
| 2008 | Melhor Álbum de Samba/Pagode                 | Beth Carvalho Canta o Samba da Bahia ao Vivo            | Indicado  |
| 2009 | Prêmio Especial - Conquista de Toda uma Vida | Beth Carvalho                                           | Venceu    |
| 2012 | Melhor Álbum de Samba/Pagode                 | Nosso Samba Tá na Rua                                   | Venceu    |

### Prêmio da Música Brasileira
| Ano  | Categoria               | Indicação                                   | Resultado |
| ---- | ----------------------- | ------------------------------------------- | --------- |
| 2015 | Melhor Álbum de Samba   | Beth Carvalho - ao Vivo no Parque Madureira | Indicado  |
| 2015 | Melhor Cantora de Samba | Beth Carvalho                               | Venceu    |

### Prêmio Contigo! MPB FM
| Ano  | Categoria             | Indicação             | Resultado |
| ---- | --------------------- | --------------------- | --------- |
| 2012 | Melhor Álbum de Samba | Nosso Samba Tá na Rua | Venceu    |

### Estandarte de Ouro
| Ano  | Categoria     | Indicação             | Resultado | Ref.   |
| ---- | ------------- | --------------------- | --------- | ------ |
| 2011 | Personalidade | Destaque da Mangueira | Venceu    | [ 44 ] |